# Most kolejowy w Lidowianach
Most kolejowy w Lidowianach (lit. Lyduvėnų Geležinkelio tiltas) – jeden z najdłuższych mostów kolejowych na Litwie. Znajduje się na linii z Szawli do Pojegów.
Most nad rzeką Dubissą zlokalizowany jest w miejscowości Lidowiany (lit. Lyduvėnai). Oddany został do użytku w 1951. Ma długość 599 metrów, szerokość 4,5 metra, a wysokość 42,5 metra. Pierwszy drewniany most w tym miejscu został zbudowany w latach 1915 - 1916 przez wojska niemieckie. Ten sam inwestor zastąpił obiekt betonowym w roku 1918. Obok postawiono figurę Paula von Hindenburga. Po zniszczeniach wojennych władze litewskie odbudowały most w latach 1926 - 1928, już bez pomnika niemieckiego feldmarszałka. Obiekt wysadzono w 1944. W 1951 otwarto obecną przeprawę.